# Cóc mày phê
Cóc mày phê (danh pháp hai phần: Brachytarsophrys feae) là một loài lưỡng cư thuộc họ Cóc bùn (Megophryidae). Chúng được tìm thấy ở Trung Quốc, Myanma, Thái Lan, Việt Nam, và có thể cả Lào.
Môi trường sống tự nhiên của chúng là các khu rừng ẩm ướt vùng đất thấp nhiệt đới hoặc cận nhiệt đới, các khu rừng vùng núi ẩm nhiệt đới hoặc cận nhiệt đới, và ven sông suối.
Nó bị đe dọa do mất môi trường sống.